# لحم القطط

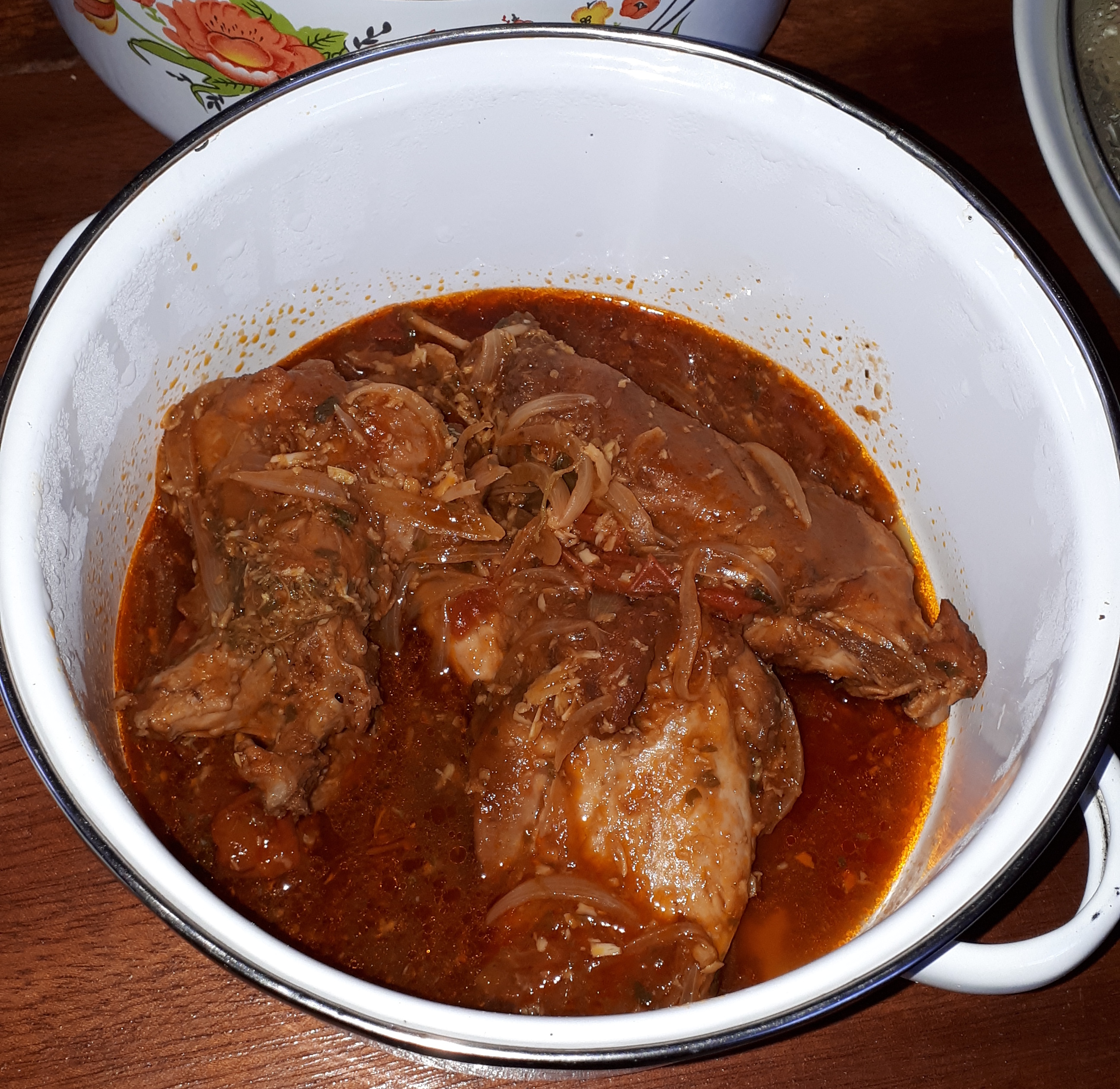
طبق من لحم القطط، مطبوخ في جمهورية إفريقيا الوسطى

لحم القطط هو لحم محضر من القطط المنزلية للاستهلاك البشري. بعض البلدان تأكل لحوم القطط بانتظام، بينما بلدان أخرى اكلت لحوم القطط باثناء اليأس بفترات الحرب أو الفقر.

## أفريقيا
احتوى براز الإنسان من عصور ما قبل التاريخ على عظام من قطة أفريقيا البرية.
في بعض ثقافات الكاميرون، هناك طقس خاص يضم أكل القطط يُعتقد أنه يجلب الحظ السعيد.

## آسيا

### الصين
في مقاطعتي قوانغدونغ وقوانغشي في جنوب شرق الصين، يعتبر البعض - وخاصة كبار السن - لحم القطط طعامًا جيدًا يجلب الدفئ خلال أشهر الشتاء. تشير التقديرات إلى أنه في مقاطعة قوانغدونغ بجنوب الصين (يزيد عدد سكانها عن 113 مليون نسمة) يأكل الناس 10000 قط في اليوم.
في غوانغدونغ، يعتبر لحم القطط المكون الرئيسي للطبق التقليدي «تنين، نمر، عنقاء» (افعى، قطة، دجاجة)، والذي يقال انه يقوي مناعة الجسم.
يقوم جامعو القطط المنظمون بتزويد المطاعم الجنوبية بالحيوانات التي تنشأ غالبًا في مقاطعتي أنهوي وجيانغسو. في 26 يناير 2010، أطلقت الصين أول مسودة مقترح لها لحماية حيوانات البلاد من سوء المعاملة بما في ذلك إجراء لحبس الأشخاص - لفترات تصل إلى 15 يومًا - لتناول لحوم القطط أو الكلاب.
مع زيادة القطط كحيوانات أليفة في الصين، نمت المعارضة تجاه الاستخدام التقليدي للقطط كغذاء. في يونيو 2006، اقتحم ما يقرب من 40 ناشطًا مطعم Fangji Cat Meatball في شنتشن، وأجبروه على الإغلاق. توسعت شبكة حماية الحيوان الصينية إلى أكثر من 40 جمعية عضو، في يناير 2006، بدأو في تنظيم احتجاجات واسعة الانتشار ضد اكل الكلاب والقطط، بدءًا من قوانغتشو، وتبعت بأكثر من عشر مدن أخرى «مع استجابة مثالية للغاية من الجمهور».

### اليابان
في اليابان، تم استهلاك لحوم القطط حتى نهاية فترة توكوغاوا في القرن التاسع عشر.

### كوريا
في كوريا، تاريخيا كان يتم تخمير لحم القطط لاستخدامه كمقوي كعلاج شعبي لالام الاعصاب والتهاب المفاصل، وليس شائعا كغذاء، الاستهلاك الحديث للقطط نادر وغالبا يكون على شكل حساء القطط.

### فيتنام
يتم أكل لحم القطط في فيتنام، على الرغم من أنه غير قانوني من الناحية الفنية., ويظهر عادة على قوائم الطعام مع كناية " tiểu hổ " تعني حرفيا «طفل النمر» بدلا من " thịt mèo " أي لحم القطط. تتميز مرارة القطط بخصائص مثيرة للشهوة الجنسية وفقًا لما يظنه أشخاص في شمال فيتنام.

## أوروبا

### سويسرا
وفقًا لمكتب سلامة الأغذية والطب البيطري، لا يُسمح ببيع لحوم الكلاب أو القطط، ولكن من القانوني للأشخاص تناول لحوم حيواناتهم. رفض البرلمان السويسري تغيير القوانين لحماية الكلاب والقطط للاستهلاك البشري في عام 1993.

### الدنمارك
في يونيو 2008، نشر ثلاثة طلاب في المدرسة الدنماركية للإعلام والصحافة صورًا لقط تم ذبحه وتناوله في مجلة Citat ، وهي مجلة لطلاب الصحافة. كان هدفهم هو خلق نقاش حول رعاية الحيوانات. تم إطلاق النار على القطة من قبل صاحبها، وهو مزارع، وكان سيتم إخمادها على أي حال. ذبح المزارع القطة في حدود القانون الدنماركي. وقد أدى ذلك إلى انتقادات من مجموعة رعاية الحيوان الدنماركية Dyrenes Beskyttelse ،  والتهديدات بالقتل التي تلقاها الطلاب.

### المملكة المتحدة
في بريطانيا في القرن الثامن عشر، هناك عدد قليل من سجلات القطط التي يتم تناولها كشكل من أشكال الضيافة.

### مناطق أخرى
كانت القطط تؤكل أحيانًا كغذاء المجاعة او الفقراء خلال فصول الشتاء القاسية، وقلة الحصاد.

### الولايات المتحدة
في ديسمبر من عام 2018، تم توقيع قانون حظر تجارة لحوم الكلاب والقطط لعام 2018 في القانون الفيدرالي الذي يجعل استهلاك لحوم القطط غير قانوني ويعاقب عليه بغرامة قدرها 5000 دولار، مع استثناء استهلاكه كجزء من الاحتفالات الدينية للامريكيين الاصليين. قبل هذا القانون، كان استهلاك لحم القطط قانونيًا من الناحية الفنية في 44 ولاية.

## الدين

### الإسلام
يعتبر استهلاك لحوم القطط وغيرها من ذوات الناب كالأسد، النمر، الفهد، محرمًا في الإسلام، كما ورد النَهي عن الرسول محمد أنه قال «كُلُّ ذِي نابٍ مِنَ السِّباعِ فأكْلُهُ حَرامٌ».

### اليهودية
تمنع تعاليم اليهودية الخاصة بالكشروت استهلاك أي من لحوم الحيوانات المفترسة البرية. لكي يعتبر اللحم كوشير (مباح عند اليهود) في حالة الثدييات، يجب ألا يكون لحم أحد المفترسات ويجب أن تكون من الحيوانات التي تعيد مضغ الطعام (chew cud) وأن تكون من ذوات الظلف المشقوق.